# You're Not Sorry
"You're Not Sorry" là ca khúc nhạc pop đồng quê do ca sĩ-nhạc sĩ người Mỹ Taylor Swift trình bày. Nó được Big Machine Records phát hành vào ngày 28 tháng 10, năm 2008 như một đĩa đơn quảng bá từ album phòng thu thứ hai của Swift, Fearless.

## Sáng tác
"You're Not Sorry" là ca khúc nhạc pop đồng quê với thời lượng bốn phút và 21 giây.

## Danh sách track
- U.S. Digital Download

1. "You're Not Sorry" (Album Version) – 4:21

- Remix Digital Download

1. "You're Not Sorry" (CSI Remix) – 4:22

## Bảng xếp hạng
| Bảng xếp hạng (2008)   | Vị trí cao nhất |
| ---------------------- | --------------- |
| Canadian Hot 100       | 11              |
| U.S. Billboard Hot 100 | 11              |
| U.S. Pop 100           | 21              |